# Karl Holubar
Karl Holubar (* 3. Juni 1936 in Wien; † 6. Januar 2013 ebenda) war ein österreichischer Dermatologe und Medizinhistoriker.

## Leben
Holubar studierte ab 1954 an der Universität Wien Medizin und wurde 1960 promoviert. 1968 folgte ein Auslandsstudium in Amsterdam. Nach seiner Habilitation für Dermatologie und Venerologie im Jahr 1970 führten ihn weitere Studien von 1972 bis 1973 in die USA. Ab 1975 war er Extraordinarius, von 1980 bis 1981 interimistischer Leiter der I. Wiener Hautklinik. Anschließend war er von 1983 bis 1986 Ordinarius für dieses Fach und Vorstand der Hautklinik an der Hebräischen Universität Jerusalem. 1986 folgte seine Habilitation für Geschichte der Medizin. Er war von 1989 bis 2001 Professor und Vorstand des Institutes für Geschichte der Medizin in Wien.

## Auszeichnungen
Holubar erhielt mehrere Preise und Medaillen für seine medizinhistorischen Arbeiten, insbesondere zur Geschichte der Dermatologie. Er war Mitglied oder Ehrenmitglied von mehr als 30 medizinischen Fachgesellschaften, etwa korrespondierendes Mitglied der Accademia Galileiana in Padua, Fellow des Royal College of Physicians und Ehrenmitglied der Royal Society of Medicine in London, Ehrenmitglied der deutschen, israelischen, britischen, niederländischen, ungarischen, italienischen, polnischen und weiterer dermatologischer Gesellschaften sowie des College of Physicians of Philadelphia. Er war Life Member der American Academy of Dermatology, Ehrenpräsident der European Society for the History of Dermato-Venerology und Vice-Président der Societé Française d´Histoire de la Dermatologie. 2002 war er Spinoza-Professor an der Universität von Amsterdam.
Holubar war zudem Ehrenmitglied der philosophisch-historischen Klasse der Österreichischen Akademie der Wissenschaften und ab 2000 Träger des Großen Silbernen Ehrenzeichens der Republik Österreich.
Aus seiner Feder stammen mehr als 570 wissenschaftliche Publikationen und mehrere Bücher. Außerdem war er Mitherausgeber und Mitglied der Editorial Boards allgemeinmedizinischer, medizinhistorischer und klinisch-dermatologischer Zeitschriften.

## Werke
- Kapitel: Basaliom, Malherbe-Epitheliom, Basalzellnaevus-Syndrom, intraepidermales Epitheliom. In: Handbuch der Haut- und Geschl. Krkh., Ergänzungswerk, Springer 1975, vol III/3 1975, S. 235–437
- 1890-1990: Zur Hundertjahr-Feier der Österreichischen Gesellschaft für Dermatologie und Venerologie. In: Festschrift zur Hundertjahr-Feier. Wien 1990, S. 11–31
- Challenge Dermatology. Österreichische Akademie der Wissenschaften, Wien, 1993 (mit C. Schmidt und K. Wolff)
- Sonne und Haut. Österreichische Ärztekammer, Wien, 1994 (mit C. Schmidt)
- Historical Atlas of Dermatology and Dermatologists. Parthenon, London, 2002 (mit John Thorne Crisse und Lawrence Charles Parish)
- Eine kurzgefasste Geschichte der Österreichischen Gesellschaft für Dermatologie und Venerologie mit besonderer Berücksichtigung der Jahre 1933-1945. ÖGDV, Wien, 2002 (mit D Angetter)
- Skin in Water-colours. Blackwell, Oxford-Berlin 2003 (mit S. Fatovic-Ferencic und Gerd Plewig)
- Off the Trodden Path. A dermato-historian´s narrative. Nerval´s and other Diaries. Jentzsch, Wien 2004
- Looking at Eyes and Faces. Austrian Ac Sci Press, Wien 2006 (mit S. Fatovic-Ferencic und G. Plewig)
- Terminologie und ärztliche Sprache. Facultas Univ. Verlag Wien, 2007, erweiterte und ergänzte Auflage
- Geschichte der deutschsprachigen Dermatologie. Wiley, Weinheim 2009 (bilingual deutsch-englisch, mit A. Scholz und G. Burg)